# Acrodictyopsis
Acrodictyopsis — рід грибів. Назва вперше опублікована 1983 року.

## Класифікація
До роду Acrodictyopsis відносять 1 вид:
- Acrodictyopsis lauri